# Combate del Paso de Gualeguaychú
El Combate del Paso de Gualeguaychú fue un enfrentamiento que tuvo lugar el 13 de febrero de 1814 en el Departamento Gualeguaychú de la Provincia de Entre Ríos (República Argentina) entre tropas federales y las que respondían al Directorio en los comienzos de la larga guerra civil que afectaría a las Provincias Unidas del Río de la Plata.

## Paso de Gualeguaychú
Las diferencias entre el líder oriental José Gervasio Artigas y el gobierno de las Provincias Unidas había alcanzado un punto de no retorno tras el rechazo de sus diputados ante la Asamblea del año XIII. El 20 de enero de 1814 las fuerzas artiguistas en número de 3000 hombres abandonaron al mando de Fernando Otorgués el sitio de Montevideo para marchar a la ribera occidental del río Uruguay en apoyo de las fuerzas artiguistas en rebelión contra el teniente gobernador de Misiones Bernardo Pérez Planes y el comandante general de Entre Ríos Hilarión de la Quintana.
A fines de enero Otorgués cruzó con rapidez por Paysandú anticipando la reunión de las fuerzas de Quintana, Pérez Planes y los refuerzos enviados desde Buenos Aires al mando del coronel Eduardo Kaunitz, barón de Holmberg, y derrotó una partida nacional al mando del segundo de Quintana, Manuel Pinto Carneiro, en el combate de Arroyo de la China.
Por abandonar el frente de la lucha por la independencia, el 11 de febrero el director supremo Gervasio Antonio de Posadas declaró traidor y enemigo de la patria a Artigas, quien declaró por su parte la guerra al Directorio porteño.
Quintana, con sólo veinte hombres a su mando directo, decidió replegarse: «se habían sublevado ya tres compañías y desertado para unirse con las tropas de Artigas. Rodeado de divisiones contrarias, hallándose Otorgués ya en Arroyo de la China con 1400 hombres y Romarate en Paysandú, y yo sin más fuerza que veinte hombres por haberse deshecho la que encargué al mayor Pintos, resolví mi retirada al Gualeguaychú.»
Otorgués persiguió a de la Quintana y lo derrotó en el paso de Gualeguaychú el 13 de febrero pero no consiguió evitar que se refugiara en el poblado, donde tras permanecer veinticuatro horas, y «hallándose sin esperanza de más recursos», embarcó para Buenos Aires.